# LMS 2-6-2T蒸気機関車 (スタニア)
LMS 2-6-2T蒸気機関車（LMS 2-6-2Tじょうききかんしゃ）は、イギリスのロンドン・ミッドランド・アンド・スコティッシュ鉄道（LMS）が導入した蒸気機関車の1形式である。車輪配置 2-6-2（1C1）のタンク機関車で、1934年から1938年までに139両が製造された。本形式は、ウィリアム・スタニアにより、LMS 2-6-2T蒸気機関車 (ファウラー)をベースに設計された。
139台の本形式はLMSによって71 - 209の番号が付けられ、1948年以降、イギリス国鉄は 40071 - 209の番号を付け直した。LMSは本機を出力分類で3Pに区分した。6両はより大きな6Bボイラー搭載に改造された。この改造は、1940年に169、1941年に163、1942年に148と203、1956年に40142と40167に対して実施された。本機は、各駅停車や郊外の旅客列車、支線、勾配区間の補機など、さまざまな仕業についた。1959年11月から1962年12月に廃車され、大型ボイラーへの改造機は最後の1両（40148）が1962年9月に廃車された。保存されたものはなかった。